# 逆元
逆元（ぎゃくげん、英: inverse element）とは、数学（とくに抽象代数学）において、数の加法に対する反数や乗法に関する逆数の概念の一般化で、直観的には与えられた元に結合してその効果を「打ち消す」効果を持つ元のことである。逆元のきちんとした定義は、考える代数的構造によって少し異なるものがいくつか存在するが、群を考える上ではそれらの定義する概念は同じものになる。 

## 厳密な定義

### 単位的マグマの場合
集合 M は二項演算 • をもつ代数系すなわちマグマで、 e は (M, •) の単位元とする。すなわち (M, •, e) は単位的マグマであるとする。M の元 a, b に対して a • b = e となるとき、a を演算 • と単位元 e に関する b の左逆元 (left inverse), b を演算 • 単位元 e に関する a の右逆元 (right inverse) という。またこのとき、b は左可逆、aは右可逆であるという。M の元 x に対して、M の元 y で x の左逆元かつ右逆元であるようなものが存在するとき、つまり
x • y = y • x = e
が満たされるとき、y は演算 • と単位元 e に関する x の両側逆元 (two-sided inverse) あるいは単に逆元 (inverse) であるといい、x は M において可逆であるという。このとき、y も可逆であり、x は y の逆元になる。
単位的マグマ L の任意の元が可逆であるとき、L は単位的準群（ループ）であるという。   	
同様にして、マグマ (M, ∗) が複数の左単位元あるいは右単位元を持つとき、左逆元あるいは右逆元もそれらに応じて複数存在しうる（先の定義で用いた e は両側単位元であることに注意）。もちろん、いくつかの左または右単位元に関して左逆元かつ右逆元であるといったようなこともありうる。
代数系 (M, ∗) の演算 ∗ が結合的であるとき、M の元が左逆元と右逆元を両方とも持てばそれらは相等しく、したがってそれは逆元となる。言い換えれば、単位的半群において任意の元は高々一つ（この節にいう意味での）逆元を持つ。単位的半群における可逆元の全体は単元群と呼ばれる極大な部分群を成す。M の単元群は U(M) や H1 などと書かれる。
左可逆元は左消約的であり、右あるいは両側可逆についても同様である。

### 半群の場合
上述のマグマに対する定義は群における「単位元に対する逆元」の概念を一般化するものであった。それよりは少し判りづらいが、演算の結合性は仮定する（半群において考える）けれども、「単位元の存在を仮定しない」という形で逆元の概念を一般化するということも可能であり、ここではそのような定義を与える。
半群 S の元 x が（フォン・ノイマン）正則元 ([von Neumann] regular) であるとは、S の元 z で xzx = x を満たすものが存在することを言う。このときしばしば z は x の擬逆元 pseudo-inverse) と呼ばれる。S の元 y が xyx = x かつ y = yxy を満たすとき、y は単に x の逆元 (inverse) であるといわれる。x = xzx が成り立つとき、 y = zxz が x のここでいう意味での逆元となることは直ちに確かめられるから、したがって任意の正則元は少なくともひとつの逆元を持つ。もうひとつすぐに確かめられることは、y が x の逆元ならば e = xy および f = yx は冪等元、つまり ee = e およびff = f が成立すること、したがって互いに他の逆である元の対 (x, y) からふたつの冪等元が得られ、ex = xf = x, ye = fy = y が成立して、 e は左単位元として、一方 f は右単位元として x に作用すること、および左右を入れ替えて y についても同様のことが成り立つということである。このような簡単な視座はグリーンの関係式によって一般化され、勝手な半群の任意の冪等元 e は Re における左単位元、および Le における右単位元となる。もうすこし直観的にいえば、この事実は互いに逆である任意の対から局所左単位元および局所右単位元が導かれるということである。
単位的半群において、前節で定義した意味での逆元の概念は本節におけるそれよりも真に狭い意味のものになっている。H1 の元は前節の単位的マグマの意味での逆元を持つのみであるが、その一方で任意の冪等元 e に対する He の元は本節における意味での逆元を持つ。この広い意味での逆元の定義では、かってな半群や単位的半群において逆元が一意である必要はない（し、存在するとも限らない）。任意の元が正則元であるような半群あるいは単位的半群は正則半群と呼ばれ、任意の元が少なくとも一つの逆元を持つ。また、任意の元が本節に言う意味での逆元をちょうどひとつだけ持つような半群は逆半群という。そして、ただひとつの冪等元を持つ逆半群は群である。逆半群は吸収元 0 を持つことがあるが、（もしあれば 000 = 0 を満たすから）群ではそのような元は存在しない。
半群論以外の文脈では、本節にいう意味の逆元がただひとつ存在するとき、それを擬似逆元あるいは準逆元 (quasi-inverse) と呼ぶことがある。このことは（本項で扱う例などのような）多くの応用において、結合性が満足され、この概念を単位元に関する（左、右）逆元の一般化と見ることができることから正当化される。

### 作用付き半群
逆半群の自然な一般化は、S の任意の元 a に対して、(a°)° = a となるような勝手な単項演算 "°" を定義することである。これは S に ⟨2,1⟩-型の算号系を持つ代数系の構造を与える。このような単項演算を備えた半群は U-半群と呼ばれる。a° は a の逆元をあらわしているようにも見えるが、いまは必ずしもそうでなくてよい。意味のある概念を得るためには、この単項演算は半群の演算と何らかの形で関わりを持つようにする必要がある。よく調べられている U-半群のクラスに
- I-半群: 単項演算 "°" と半群演算との相互関係式を aa°a = a で与えたもの、
- ∗-半群: 単項演算 "°" と半群演算との相互関係式を (ab)° = b°a° で与えたもの。このような単項演算は対合と呼ばれ、しばしば "∗" で表される。

のふたつがある。群が I-半群にも ∗-半群にもなることは明らかである。I-半群にも ∗-半群にもなるような構造というのがちょうど逆半群の構造である。半群論における重要な半群のクラスは、I-半群であってさらに関係式 aa° = a°a も成立する（言い換えれば、任意の元 a が a° を自身と交換可能な擬逆元として持つ）完備正則半群 である。このような半群の具体的な例は少ないが、そのほとんどは完全単純半群である。翻って、∗-半群の重要なクラスは、正則 ∗-半群であり、このクラスの唯一つの擬逆元を持つ最もよく知られた例はおそらくムーア・ペンローズ擬似逆行列である。ただし、この場合の対合 a∗ は擬逆行列ではない。もっと言えば、行列 x の擬逆行列は xyx = x, yxy = y, (xy)∗ = xy, (yx)∗ = yx をすべて満たす唯一の元 y である。正則 ∗-半群は逆半群の一般化であるから、このように定まる正則 ∗-半群の唯一の元は一般化逆元 (generalized inverse) あるいはペンローズ・ムーア逆元 (Penrose-Moore inverse) と呼ばれる。正則 ∗-半群 S において「S の任意の元 a に対して aa∗ および a∗a が F(S) に属すような逆元 a∗ がちょうどひとつ存在する」となるような、Pシステムと呼ばれる冪等元からなるとくべつな部分集合 F(S) を考えることができる。

## 例
個々での例はどれも結合演算に関するものである。したがって単位的マグマに対する左・右逆元と、一般の場合の準逆元を考えることができる。

### 実数の逆元・準逆元
x が実数なら、x は実数の加法に関する逆元（加法的逆元、反数） −x を必ず持つ。0 でない実数 x の乗法に関する逆元（乗法的逆元） 1⁄x は逆数と呼ばれる。これに対して、x = 0 は乗法的逆元を持たない元であるが、0 は 0 自身を唯一の準逆元として持つ。

### 写像・部分写像の逆元
写像 g が（写像の合成に関する）左（あるいは右）逆写像 f であるのは
{\displaystyle g\circ f={\text{id}}_{\operatorname {dom} f}\quad [{\text{resp. }}f\circ g={\text{id}}_{\operatorname {codom} f}]}
を満たすことをいう。ここで iddom f および idcodom f はそれぞれ f の始域 (domain) および終域 (codomain) 上の恒等写像である。写像 f の逆写像はしばしば f−1 で表される。写像が両側逆写像をもつのは全単射のときであり、かつそのときに限るが、「どんな」写像でも準逆写像は存在する。したがって全変換半群は正則半群である。ある集合上の部分写像全体の成す単位的半群もやはり正則である。これに対して、単射部分変換全体の成す単位的半群は逆半群の原型的な例を与える。

### ガロア接続
（単調）ガロア接続 における下随伴と上随伴 L および G は互いに準逆元である。すなわち、LGL = L かつ GLG = G であって、一方は他方を一意的に決定する。しかし、これらは互いに左逆元にも右逆元にもならない。

### 逆行列・擬逆行列
体 K に成分を持つ正方行列 M が可逆であるのはその行列式が 0 以外であるときであり、かつそのときに限る。M の行列式が 0 ならば M は（左または右逆元のうち一方が存在すれば、それは他方の存在を導くから）片側逆元を持つことも不可能である（詳細は正則行列を参照）。もっと一般に、可換環 R 上の正方行列が可逆であるための必要十分条件は、その行列式が R の可逆元であることである。
階数落ちしていない (full-rank) 非正方行列は片側逆元を持つ。
- 行列 A が m × n 行列で m > n のとき、{\displaystyle \underbrace {(A^{\intercal }A)^{-1}A^{\intercal }} _{A_{\text{left}}^{-1}}A=I_{n}}となり、左逆元（左逆行列）が存在する。
- 行列 A が m × n 行列で m < n のとき、{\displaystyle A\underbrace {A^{\intercal }(AA^{\intercal })^{-1}} _{A_{\text{right}}^{-1}}=I_{m}}となり、右逆元（右逆行列）が存在する。

階数落ち (rank-deficient) 行列は逆元も片側逆元も持たない。しかし, ムーア・ペンローズ擬逆行列は任意の行列に対して存在して、（左、右）逆元が存在する場合には擬逆行列はそれと一致する。
行列の逆元の例を挙げる。m < n なる m × n 行列として、2 × 3 行列
{\displaystyle A={\begin{bmatrix}1&2&3\\4&5&6\end{bmatrix}}}
を考えよう。サイズに関する仮定から右逆元
{\displaystyle A_{\text{right}}^{-1}=A^{\intercal }(AA^{\intercal })^{-1}}
が存在する。これを実際に計算すると、
{\displaystyle {\begin{aligned}A_{\text{right}}^{-1}&=A^{\intercal }(AA^{\intercal })^{-1}={\begin{bmatrix}1&4\\2&5\\3&6\end{bmatrix}}\left({\begin{bmatrix}1&2&3\\4&5&6\end{bmatrix}}{\begin{bmatrix}1&4\\2&5\\3&6\end{bmatrix}}\right)^{\!\!\!-1}\\[10pt]&={\begin{bmatrix}1&4\\2&5\\3&6\end{bmatrix}}{\begin{bmatrix}14&32\\32&77\end{bmatrix}}^{-1}={\frac {1}{54}}{\begin{bmatrix}1&4\\2&5\\3&6\end{bmatrix}}{\begin{bmatrix}77&-32\\-32&14\end{bmatrix}}={\frac {1}{18}}{\begin{bmatrix}-17&8\\-2&2\\13&-4\end{bmatrix}}\end{aligned}}}
を得る。左逆元は存在しない。実際
{\displaystyle A^{\intercal }A={\begin{bmatrix}1&4\\2&5\\3&6\end{bmatrix}}{\begin{bmatrix}1&2&3\\4&5&6\end{bmatrix}}={\begin{bmatrix}17&22&27\\22&29&36\\27&36&45\end{bmatrix}}}
これは非正則行列なので逆を持たない。

## 環の擬乗法
また、必ずしも乗法単位元を持たない結合環 (K, +, 0, ×) において、擬乗法と呼ばれる演算
{\displaystyle x*y=x+y-xy}
を考えたとき、擬乗法に関する単位元は加法の単位元と同じ零元 0 であり、
{\displaystyle x*y=0}
が満たされるときの x を y の左擬逆元、y を x の右擬逆元とよぶ。x が左擬可逆かつ右擬可逆ならば、x は擬正則であるという。K が通常の乗法に関して単位元 1 をもつとき、
{\displaystyle x*y=x+y-xy\iff (1-x)(1-y)=1-x*y}
となるので、x の擬正則であることと 1 − x が通常の意味での乗法に関して可逆であることとが同値になる。
局所環の項も参照

## 注記
1. ↑  Howie, prop. 2.3.3, p. 51
2. ↑  MIT Professor Gilbert Strang Linear Algebra Lecture #33 - Left and Right Inverses; Pseudoinverse.